# Tillandsia 'Noosa'
Tillandsia 'Noosa' es un  cultivar híbrido del género Tillandsia perteneciente a la familia  Bromeliaceae.
Es un híbrido creado en el año 1997 con las especies Tillandsia aeranthos × Tillandsia ionantha.